# Pagolle
Pagolle é uma comuna francesa na região administrativa da Nova Aquitânia, no departamento dos Pirenéus Atlânticos. Estende-se por uma área de 15,71 km². Em 2010 a comuna tinha 265 habitantes (densidade: 16,9 hab./km²).